# Campo do Brito
Campo do Brito este un oraș în Sergipe (SE), Brazilia.